# Cyanocystis aquae-dulcis
Cyanocystis aquae-dulcis je sinice z řádu Chroococcales. Setkáme se s ní v horských potocích mírného pásma. Bývá často přichycena na kamenech a jiných površích. Dorůstá velikosti až 15 mikrometrů.